# Pensauriói János
Pensauriói János († 1392. április 2.) katolikus főpap, bíboros, kánonjogi doktor.

## Élete
1386. július 5. és 1392. április 2. között zenggi püspök. Zsigmond magyar király 1388. augusztus 28-án királyi helytartóként Zárába küldte, ahol I. Tvrtko (1338 k.–1391) boszniai király elleni közös védelemről tanácskozott a fenyegetett tengermelléki városok küldötteivel. Bár sereget és pénzt nem vitt magával, elérte, hogy a küldöttek – Trau és Zára kivételével – védszövetséget kötöttek. Püspöki székében unokaöccse, Pensauriói Lénárt követi 1392. június 29-étől.